# Novaci (Ub)
Novaci (Ub) (em cirílico: Новаци) é uma vila da Sérvia localizada no município de Ub, pertencente ao distrito de Kolubara, na região de Tamnava. A sua população era de 715 habitantes segundo o censo de 2011.

## Demografia
| 1948  | 1953  | 1961  | 1971  | 1981  | 1991  | 2002 | 2011 |
| ----- | ----- | ----- | ----- | ----- | ----- | ---- | ---- |
| 1 308 | 1 393 | 1 351 | 1 305 | 1 185 | 1 067 | 879  | 715  |